# 萨谢尔日圣日耳曼
萨谢尔日圣日耳曼（法語：Sassierges-Saint-Germain，法語發音：[sa sjɛʁʒ sɛ̃ ʒɛʁmɛ̃] ⓘ）是法国安德尔省的一个市镇，位于该省东部，属于沙托鲁区。

## 地理
萨谢尔日圣日耳曼（46°46'9"N, 1°53'39"E）面积31.72 平方千米，位于法国中央-卢瓦尔河谷大区安德尔省，该省份为法国中部省份，北起卢瓦-谢尔省，西北接安德尔-卢瓦尔省，西南接维埃纳省，南至克勒兹省和上维埃纳省，东临谢尔省。
与萨谢尔日圣日耳曼接壤的市镇（或旧市镇、城区）包括：昂布罗、阿尔当特、马龙、安德尔河畔梅尔、圣阿乌。

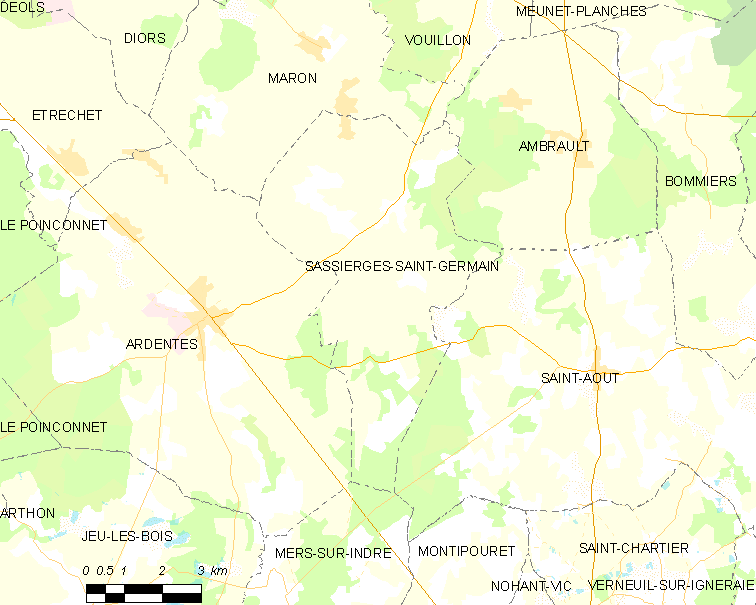
萨谢尔日圣日耳曼的OSM定位图

萨谢尔日圣日耳曼的时区为UTC+01:00、UTC+02:00（夏令时）。

## 行政
萨谢尔日圣日耳曼的邮政编码为36120，INSEE市镇编码为36211。

## 政治
萨谢尔日圣日耳曼所属的省级选区为阿尔当特县。

## 人口

1962-2008年间萨谢尔日圣日耳曼人口变化图示

萨谢尔日圣日耳曼于2022年1月1日时的人口数量为447人。